# Квангетхо
Квангетхо (кор. 광개토태, 廣開土太, Gwanggaeto, Kwanggaet'o, «ван, що розширяє землі»; 374–413) — корейський ван, дев'ятнадцятий правитель держави Когурьо періоду Трьох держав. В корейській історіографії часто називається Квангетхо Великим (кор. 광개토대왕).

## Короткі відомості
Квангетхо народився 374 року в сім'ї когурьоського вана Когугяна. 386 року він був призначений крон-принцом, а в 391 році зайняв престол покійного батька. В той час держава Когурьо була ослаблена нападами північно-західних кочовиків сяньбі, тому Квангетхо вирішив відновити державний потенціал шляхом розширення своїх кордонів на південь, за рахунок корейської держави Пекче. В результаті наступально-оборонних воєн 391—394 років Когурьо захопила північні території Пекче, так, що пекчеська столиця Вір'єсон фактично опинилася на кордоні двох держав. 396 року Квангетхо здійснив великий похід на Пекче і захопив 58 замків і 77 поселень ворога. Пекчеський правитель Асін був змушений сплатити завойовникам данину рабами та тканинами, і присягнути на вірність.

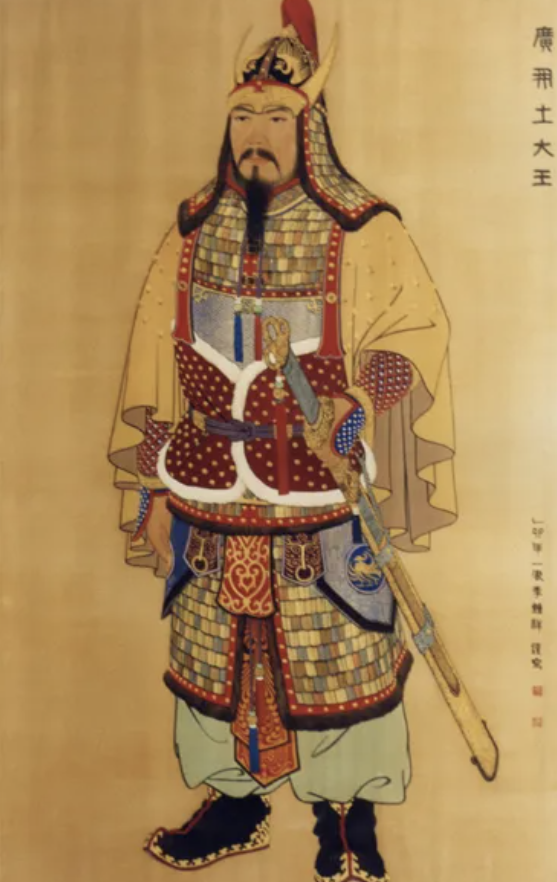

397 року Асін таємно вислав до японської держави Ямато прохання допомогти у війні з Когурьо. У відповідь яматосці напали на союзника Когурьо, державу Сілла на південному сході Корейського півострова. Проте Квангетхо відправив 50-тисячне військо, яке відкинуло нападників до Мімани. 404 року когурьосці потопили яматоський флот, а 407 року повернули під свій контроль повстале Пекче.

Квангетхо в поході.

Укріпивши позиції на півдні, Квангетхо почав кампанію на заході проти сяньбійської держави Пізня Янь. 400 року він конратакував ворога, захопив східні береги річки Ляохе і долучив до складу своєї держави західні регіони сучасної китайської Маньчжурії. Крім цього 392 року Квангетхо ходив походом на північних киданів, у яких визволив 10 000 полонених когурьосців та взяв у полон 500 чоловік, а 410 року підкорив собі східних кочовиків пуйо.
На кінець життя правителя-полководця кордонами Когурьо на заході була річка Ляохе, на півночі — сучасні китайські міста Кайюань і Нін'ань, на сході — місто Хуньчунь, а на півдні — річка Імджін. Його держава займала територію сучасної Північної Кореї, Маньчжурії, частини Внутрішньої Монголії та Приморського краю.
Квангетхо займався також внутрішнім упорядкуванням своєї держави. Йому приписують проведення чиновницької реформи, спрямованої на централізацію управління, та встановлення інституту охоронців гробниць когурьоських правителів. Також ван сприяв поширенню буддизму й заснував у своїй столиці, в Пхеньяні, 9 буддійських монастирів.
Помер Квангетхо в 413 році. Місце його поховання в писемних джерелах не згадується. Проте ряд істориків вважає, що гробниця вана знаходиться неподалік сучасного китайського міста Цзіаня, де в 414 році була встановлена так звана «стела Квангетхо», що звеличувала діяння покійного правителя.